# Mohammad Alirezaei
Mohammad Alirezaei Dizicheh (anhörenⓘ; * 27. Juli 1985 in Isfahan; persisch محمد علیرضایی دیزیچه) ist ein iranischer Brustschwimmer.
Mohammad Alirezaei Dizicheh qualifizierte sich für die Olympischen Sommerspiele 2008 in Peking. Damit war er der erste Iraner, der ohne eine Wildcard an einem olympischen Schwimmwettbewerb teilnahm.
Am 9. August 2008 wurde er vor dem Vorlauf im 100-m-Brustschwimmen in ein Krankenhaus in Peking eingeliefert und trat nicht an.
Nach offiziellen Angaben war Krankheit der Grund für diese Maßnahme, in den Medien wurde vielfach darauf hingewiesen, dass Alirezaei aufgrund der Teilnahme des Israeli Tom Be'eri nicht an den Start ging. Es wäre die erste direkte sportliche Auseinandersetzung zwischen Iran und Israel seit der Islamischen Revolution 1979 gewesen.